# Lavočkin La-176
Lavočkin La-176 byl sovětský proudový lehký frontový stíhací letoun. Vyvinut byl na základě letounu Lavočkin La-168. Letoun poprvé vzlétl v roce 1948. Byl to první sovětský a celkově třetí proudový letoun (po americkém XP-86A Sabre a britském de Havilland DH 108), který dosáhl nadzvukové rychlosti.

## Historie
Letoun vznikl dalším vývojem typu Lavočkin La-168. Jeho trup kombinoval s novým křídlem s úhlem šípu náběžné hrany 45° (na místo 37°) a třemi páry aerodynamických hřebenů na horní ploše (místo dvou). La-176 poprvé vzlétl v září 1948. Nejprve jej poháněl proudový motor Klimov RD-45F, ale později dostal výkonnější Klimov VK-1.
Dne 26. prosince 1948 se Ivan Jevgrafovič Fjodorov stal prvním sovětským pilotem, který překonal rychlost zvuku. Stalo se to na La-176 při klesání z výšky 9050 metrů do 6000 metrů. Pilot si původně myslel, že má poruchu ukazatele vzdušné rychlosti, ale v lednu 1949 let dokázal výkon zopakovat a šestkrát dosáhl rychlosti 1,02 M. Prototyp La-176 letové zkoušky nedokončil, neboť byl 3. února 1949 zničen při havárii, neboť se mu při nadzvukovém letu otevřel překryt kabiny a následně se zřítil. Pilot I. V. Sokolovskij při nehodě zahynul.

## Popis
Jednalo se o jednomístný jednomotorový celokovový hornoplošník. Měl šípové křídlo a ocasní plochy (45 °). Podvozek byl příďový. Poháněl jej proudový motor Klimov VK-1. Výzbroj tvořil 30mm kanón Nudelman N-37 a dva 23mm kanóny Nudelman-Suranov NS-23.

## Specifikace (La-176)

### Technické údaje
Údaje podle
- Osádka: 1
- Kapacita:
- Rozpětí: 8,59 m
- Délka: 10,97 m
- Výška:
- Nosná plocha: 18,25 m2
- Hmotnost prázdného letounu: 3111 m
- Vzletová hmotnost: 4631 m
- Pohonná jednotka: 1× proudový motor Klimov VK-1
- Tah pohonné jednotky: 26,5 kN

### Výkony
- Maximální rychlost: 1043 km/h
- Dostup:
- Dolet: 1000 km